# 三氯杀螨醇
三氯杀螨醇（英語：Dicofol）是一种有机氯杀虫剂，与DDT化学结构类似，也是一种杀螨剂，对叶螨科特别有效。
DDT可作为三氯杀螨醇工业合成的前体。世界卫生组织将三氯杀螨醇归为II级“中度危害”（"moderately hazardous"）杀虫剂，对水生動物有害，也会造成一些鸟类的蛋殼变薄。